# Calotomus zonarchus
Calotomus zonarchus es una especie de peces de la familia Scaridae en el orden de los Perciformes.

## Morfología
• Los machos pueden llegar alcanzar los 33 cm de longitud total.

## Distribución geográfica
Se encuentran en las Islas Hawái.